# Encounter (revue)
Pour les articles homonymes, voir Encounter.
Encounter est un mensuel littéraire et politique britannique fondé à Londres en octobre 1953 par le poète Stephen Spender et l'intellectuel néo-conservateur new-yorkais Irving Kristol. Ce journal, qui s'intéressait à la vie intellectuelle et à la culture anglo-américaines, cessa de paraître au début de 1991.

## Historique
Encounter est une revue fondée en 1953, avec le soutien actif du Congrès pour la liberté de la culture, par Stephen Spender, membre du comité exécutif du Congrès depuis 1950 et brièvement président de sa branche britannique en 1951, et Irving Kristol, ancien membre du comité américain. Périodique littéraire et politique, cette revue publiait des articles de personnalités du monde littéraire, de responsables du Congrès et d'intellectuels américains. Ainsi, dans le premier numéro, paru en octobre, les textes en prose ou en vers de Christopher Isherwood, Cecil Day-Lewis, Albert Camus, Spender et Virginia Woolf côtoyaient, d'un côté, les contributions, pour le Congrès, de Nicolas Nabokov, son secrétaire général, et Denis de Rougemont, président de son comité exécutif, de l'autre, les articles politiques de Kristol, auteur d'un éditorial anonyme, de Leslie Fiedler, qui écrivit sur l'espionnage atomique des Rosenberg, et de Nathan Glazer. 10 000 exemplaires furent écoulés en une semaine.
Le siège de la revue était installé à Panton House, au no 25 d'Haymarket. Principalement financée par le Congrès, elle comptait également parmi ses bailleurs de fonds, côté britannique, des donateurs privés comme Alexander Korda ou The Daily Telegraph, qui rétribuaient Spender, tandis que le Congrès payait directement et entièrement, en dollars et aux États-Unis, Kristol. John Sutherland signale également que le Foreign Office britannique la subventionna secrètement. En 1966-1967, la révélation du financement secret du magazine par la CIA, via le Congrès pour la liberté de la culture, provoqua un scandale parmi les intellectuels européens et nord-américains, et remit en cause le crédit qui lui était jusque-là accordé. Publiée à 16 000 exemplaires en 1959, la revue avait connu un réel succès, passant à 20 000 exemplaires en 1961, 27 000 en 1962 et 40 000 en 1966, et occupait une place centrale dans la vie intellectuelle de l'époque. Après 1966, au contraire, elle subit la concurrence d'autres revues, en particulier The New York Review of Books.
En janvier 1966, Frank Kermode devint directeur de la revue à la place de Spender, qui prit les fonctions de directeur consultant, fonctions qu'il occupa jusqu'en mai 1967 ; lui succédèrent Nigel Dennis de 1967 à 1970, Dennis Joseph Enright de 1970 à 1972, Anthony Thwaite de 1973 à 1985 et Richard Mayne de 1985 à 1990.
Considéré comme l'un des meilleurs périodiques culturels de langue anglaise, Encounter atteignit son apogée, tant en termes d'audience que d'influence, sous la direction de Melvin J. Lasky, également membre du Congrès pour la liberté de la culture depuis 1950, qui succéda à Irving Kristol à la fin de 1958 et occupa les fonctions de rédacteur en chef jusqu'à la fermeture du journal en 1991. Sous son influence, Encounter représentait le point de vue de la gauche anticommuniste et anti-totalitaire. En janvier 1962, Spender affirmait ainsi : « Nous sommes pro-Américains, nous sommes pro-Britanniques - parce que nous soutenons la démocratie. Mais nous sommes critiques à l'égard de nombreuses choses en Amérique comme en Angleterre. » Dans l'introduction de l'anthologie publiée lors du vingtième anniversaire de la revue, Sir Denis William Brogan la présentait, quant à lui, comme un périodique d'opinion, dans la lignée de la Revue d'Édimbourg, mêlant analyses et controverses. La plupart des commentateurs lui offrirent un accueil enthousiaste, mais ses prises de position lui valurent quelques critiques. En décembre 1963, Conor Cruise O'Brien écrivait dans le New Statesman qu'Encounter se distinguait par son anti-communisme, qu'il était trop doux avec les États-Unis, alors que, dans le même temps, il était excessivement sévère à l'égard de l'Union soviétique, se livrant à une « propagande pro-capitaliste ». Le Times Literary Supplement détecta une obsession à critiquer le communisme, tandis que T. S. Eliot réduisit la revue à de la propagande américaine cachée sous un vernis de culture britannique.

## Révélation du financement par la CIA
Le 27 avril 1966, le New York Times expliquait, dans le cadre d'une série d'articles consacrés à la CIA, que l'agence « a subventionné des organisations anticommunistes mais libérales, comme le Congrès pour la liberté de la culture et plusieurs de leurs journaux et magazines. Le magazine Encounter fut pendant longtemps, bien que ce ne soit plus le cas maintenant, l'un des bénéficiaires indirects des fonds de la CIA ». Le jour suivant, Arthur Schlesinger, officiel du Congrès et administrateur d'Encounter, admit lors d'un débat télévisé avoir eu connaissance du financement du Congrès par la CIA, mais n'indiqua pas s'il avait connaissance du financement de la revue. Le 9 mai, Kristol, Spender et Lasky écrivirent au journal pour expliquer qu'ils ignoraient la provenance de l'argent, croyant qu'elle venait de la Fondation Farfield et protestèrent : « Nous sommes nos propres maîtres et ne faisons partie de la propagande de personne... Les directeurs d'Encounter, redevables à personne, ont publié les textes et les personnes qu'ils voulaient ». En août 1966, Goronwy Rees répliqua dans la revue par un article, signé « R », dirigé surtout contre O'Brien dans lequel il ridiculisait l'accusation du New York Times.
La crise éclata au printemps 1967. Kermode, l'un des codirecteurs de la revue, qui n'avait pas signé la lettre du 9 mai 1966, présenta sa démission, qui devint effective le 5 mai 1967. Le même jour, Thomas Braden, ancien responsable de la CIA, publia dans The Saturday Evening Post un article intitulé « I'm Glad the CIA is immoral » dans lequel il écrivait : « Nous avons placé un agent dans une organisation d'intellectuels basée en Europe appelée Congrès pour la liberté de la culture. Un autre agent devint un directeur d'Encounter. Les agents pouvaient non seulement proposer des programmes anticommunistes aux chefs officiels de l'organisation, mais ils pouvaient également suggérer des voies pour résoudre les inévitables problèmes budgétaires. Pourquoi ne pas voir si l'argent recherché ne pourrait pas être obtenu auprès de fondations américaines. Comme les agents le savaient, les fondations financées par la CIA étaient tout à fait généreuses quand il s'agissait d'intérêt national. » Interrogé le 7 sur cet article par un journaliste du New York Times, qui lui expliqua que, d'après Lasky, c'était lui l'agent en question, Spender annonça sa démission, information publiée le lendemain par le journal. Lasky et Nigel Dennis prirent alors la direction de la revue.
Il existe encore un débat parmi les auteurs pour déterminer lesquels des responsables du magazine connaissaient le financement de la revue par la CIA et leur degré d'implication. Paul Roazen, ancien collaborateur de la revue, Hugh Wilford et John Sutherland, biographe de Spender, signalent que des discussions passionnées eurent lieu pour déterminer lequel des directeurs était l'agent de la CIA, Wilford précisant que les soupçons se dirigèrent vers Lasky. Ce dernier avoua, selon eux, en 1967 à Kermode avoir été informé du financement indirect de la CIA par les dirigeants du Congrès en 1963 et exprima le regret de n'avoir pas été assez « franc » avec ses collègues directeurs. Pour Sutherland, Kristol n'était probablement pas informé, et Spender l'ignorait certainement. Selon Hugh Wilford, Lasky se comporta dès son arrivée en 1958 comme un « agent de la CIA "en connaissance de cause" ».
D’après la journaliste Frances Stonor Saunders, l'agence de renseignement faisait pression sur les choix éditoriaux du magazine, via les membres du Congrès pour la liberté de la culture, en particulier Michael Josselson, décrit comme un agent de la CIA, afin d'en faire un instrument dans la « guerre froide culturelle ». De son côté, Spender expliqua : « il serait inexact d'écrire que le Congrès ne tenta jamais d'influencer la politique éditoriale, bien que l'influence qu'il tenta d'exercer ne fût pas toujours politique : simplement, les gens de Paris avaient une idée claire du contenu des articles que nous devions y insérer. » D'après la même journaliste, cette publication était « résolument idéologique », « totalement acquise à la pensée anticommuniste de la guerre froide » et « prodigieusement liée au monde de l’Intelligence Service et autres services de renseignements ».